# De l'estupidesa a la bogeria
De l'estupidesa a la bogeria, subtitulat com a cròniques per al futur que ens espera i també Com viure en un món sense rumb (títol original, en italià, Papi Satàn aleppe: cronache di una società liquida) és el primer llibre pòstum de l'escriptor Umberto Eco (1932-2016), publicat al 2016 per l'editorial italiana La nave di Teseo.
És una recopilació de cròniques breus, escrites per l'autor en la premsa durant el segle xxi, seleccionades per ell mateix abans de morir, en què reflexiona de manera crítica sobre temes contingents com el poder o el consumisme.

## Estructura
Està precedit per un pròleg, a què succeeixen quinze capítols, cadascú dividit en cròniques, que acaben amb l'any en què es publicaren en premsa. Al final s'inclou una llista amb 33 «obres de consulta».

## Contingut
| Capítol                            | Articles                                               | Any  | Argument general |
| ---------------------------------- | ------------------------------------------------------ | ---- | --- |
| «La societat líquida»              | —                                                      | 2015 | Pròleg sobre el concepte de «societat líquida» de Zygmunt Bauman, que suggereix la fi de la postmodernitat. |
| «A pas de cranc»                   | Catòlics estil lliure i laics santurrons               | 2000 | De com el present i el futur immediat van adquirint reminiscències del passat. |
| «A pas de cranc»                   | Realment hem inventat moltes coses?                    | 2000 | De com el present i el futur immediat van adquirint reminiscències del passat. |
| «A pas de cranc»                   | Enrere a tot vapor!                                    | 2008 | De com el present i el futur immediat van adquirint reminiscències del passat. |
| «A pas de cranc»                   | Renasc, renasc al 1940                                 | 2008 | De com el present i el futur immediat van adquirint reminiscències del passat. |
| «A pas de cranc»                   | Abaix «Itaglia»                                        | 2008 | De com el present i el futur immediat van adquirint reminiscències del passat. |
| «Ser vists»                        | Saludar amb la maneta                                  | 2002 | Sobre l'actual necessitat irracional d'adquirir notorietat en els mitjans, siga per a bé o per a mal. |
| «Ser vists»                        | Déu és testimoni que soc ximple...                     | 2010 | Sobre l'actual necessitat irracional d'adquirir notorietat en els mitjans, siga per a bé o per a mal. |
| «Ser vists»                        | Per què només la Mare de Déu?                          | 2012 | Sobre l'actual necessitat irracional d'adquirir notorietat en els mitjans, siga per a bé o per a mal. |
| «Ser vists»                        | Tuitege, després existisc                              | 2013 | Sobre l'actual necessitat irracional d'adquirir notorietat en els mitjans, siga per a bé o per a mal. |
| «Ser vists»                        | La pèrdua de privadesa                                 | 2014 | Sobre l'actual necessitat irracional d'adquirir notorietat en els mitjans, siga per a bé o per a mal. |
| «Els vells i els joves»            | Esperança de vida                                      | 2003 | Sobre el dramàtic augment en l'esperança de vida i el conseqüent desequilibri entre ancians i la nova classe treballadora, conformada per joves menys mesurats i més confosos i aïllats de la realitat. |
| «Els vells i els joves»            | El bell és lleig i el lleig és bell?                   | 2006 | Sobre el dramàtic augment en l'esperança de vida i el conseqüent desequilibri entre ancians i la nova classe treballadora, conformada per joves menys mesurats i més confosos i aïllats de la realitat. |
| «Els vells i els joves»            | Tretze anys mal emprats                                | 2007 | Sobre el dramàtic augment en l'esperança de vida i el conseqüent desequilibri entre ancians i la nova classe treballadora, conformada per joves menys mesurats i més confosos i aïllats de la realitat. |
| «Els vells i els joves»            | Açò era una vegada Churchill                           | 2008 | Sobre el dramàtic augment en l'esperança de vida i el conseqüent desequilibri entre ancians i la nova classe treballadora, conformada per joves menys mesurats i més confosos i aïllats de la realitat. |
| «Els vells i els joves»            | Com matar als joves i obtenir un benefici mutu         | 2011 | Sobre el dramàtic augment en l'esperança de vida i el conseqüent desequilibri entre ancians i la nova classe treballadora, conformada per joves menys mesurats i més confosos i aïllats de la realitat. |
| «Els vells i els joves»            | Pobres Bersaglieri                                     | 2011 | Sobre el dramàtic augment en l'esperança de vida i el conseqüent desequilibri entre ancians i la nova classe treballadora, conformada per joves menys mesurats i més confosos i aïllats de la realitat. |
| «Els vells i els joves»            | Una generació d'alienígenes                            | 2011 | Sobre el dramàtic augment en l'esperança de vida i el conseqüent desequilibri entre ancians i la nova classe treballadora, conformada per joves menys mesurats i més confosos i aïllats de la realitat. |
| «En línia»                         | Els meus sòsies en el correu electrònic                | 2000 | Sobre la desconfiança que suscita Internet sobre diversos aspectes socials tals com la identitat, la democràcia, la seguretat, la censura, l'educació, la informació, la qualitat literària, la sexualitat i el poder. |
| «En línia»                         | Com triar president                                    | 2000 | Sobre la desconfiança que suscita Internet sobre diversos aspectes socials tals com la identitat, la democràcia, la seguretat, la censura, l'educació, la informació, la qualitat literària, la sexualitat i el poder. |
| «En línia»                         | El hacker és fonamental per al sistema                 | 2000 | Sobre la desconfiança que suscita Internet sobre diversos aspectes socials tals com la identitat, la democràcia, la seguretat, la censura, l'educació, la informació, la qualitat literària, la sexualitat i el poder. |
| «En línia»                         | Massa internet? Però a la Xina...                      | 2000 | Sobre la desconfiança que suscita Internet sobre diversos aspectes socials tals com la identitat, la democràcia, la seguretat, la censura, l'educació, la informació, la qualitat literària, la sexualitat i el poder. |
| «En línia»                         | El llibre de text com a mestre                         | 2004 | Sobre la desconfiança que suscita Internet sobre diversos aspectes socials tals com la identitat, la democràcia, la seguretat, la censura, l'educació, la informació, la qualitat literària, la sexualitat i el poder. |
| «En línia»                         | Com copiar d'internet                                  | 2006 | Sobre la desconfiança que suscita Internet sobre diversos aspectes socials tals com la identitat, la democràcia, la seguretat, la censura, l'educació, la informació, la qualitat literària, la sexualitat i el poder. |
| «En línia»                         | On enviem els poetes?                                  | 2006 | Sobre la desconfiança que suscita Internet sobre diversos aspectes socials tals com la identitat, la democràcia, la seguretat, la censura, l'educació, la informació, la qualitat literària, la sexualitat i el poder. |
| «En línia»                         | Per a què serveix el professor?                        | 2007 | Sobre la desconfiança que suscita Internet sobre diversos aspectes socials tals com la identitat, la democràcia, la seguretat, la censura, l'educació, la informació, la qualitat literària, la sexualitat i el poder. |
| «En línia»                         | Cinqué poder                                           | 2010 | Sobre la desconfiança que suscita Internet sobre diversos aspectes socials tals com la identitat, la democràcia, la seguretat, la censura, l'educació, la informació, la qualitat literària, la sexualitat i el poder. |
| «En línia»                         | Postil·la                                              | 2015 | Sobre la desconfiança que suscita Internet sobre diversos aspectes socials tals com la identitat, la democràcia, la seguretat, la censura, l'educació, la informació, la qualitat literària, la sexualitat i el poder. |
| «En línia»                         | Entre dogmatisme i fal·libilisme                       | 2010 | Sobre la desconfiança que suscita Internet sobre diversos aspectes socials tals com la identitat, la democràcia, la seguretat, la censura, l'educació, la informació, la qualitat literària, la sexualitat i el poder. |
| «En línia»                         | Marina, Marina, Marina                                 | 2013 | Sobre la desconfiança que suscita Internet sobre diversos aspectes socials tals com la identitat, la democràcia, la seguretat, la censura, l'educació, la informació, la qualitat literària, la sexualitat i el poder. |
| «En línia»                         | Aquests putos raigs còsmics                            | 2013 | Sobre la desconfiança que suscita Internet sobre diversos aspectes socials tals com la identitat, la democràcia, la seguretat, la censura, l'educació, la informació, la qualitat literària, la sexualitat i el poder. |
| «Sobre els telèfons mòbils»        | El mòbil reconsiderat                                  | 2005 | Reflexions filosòfiques sobre els telèfons mòbils i intel·ligents, i crítiques sobre el seu ús excessiu. |
| «Sobre els telèfons mòbils»        | Empassar-se el mòbil                                   | 2008 | Reflexions filosòfiques sobre els telèfons mòbils i intel·ligents, i crítiques sobre el seu ús excessiu. |
| «Sobre els telèfons mòbils»        | Un pastís de maduixes i res                            | 2012 | Reflexions filosòfiques sobre els telèfons mòbils i intel·ligents, i crítiques sobre el seu ús excessiu. |
| «Sobre els telèfons mòbils»        | Evolució: tot amb una sola mà                          | 2013 | Reflexions filosòfiques sobre els telèfons mòbils i intel·ligents, i crítiques sobre el seu ús excessiu. |
| «Sobre els telèfons mòbils»        | El telèfon mòbil i la reina de Blancaneu               | 2015 | Reflexions filosòfiques sobre els telèfons mòbils i intel·ligents, i crítiques sobre el seu ús excessiu. |
| «Sobre els complots»               | On és la Gola Profunda?                                | 2007 | Escepticisme cap a les teories conspiratives com la de l'atemptat de les Torres Bessones o les referents als jesuïtes, així com cap als astròlegs i endevins. |
| «Sobre els complots»               | Conspiracions i trames                                 | 2007 | Escepticisme cap a les teories conspiratives com la de l'atemptat de les Torres Bessones o les referents als jesuïtes, així com cap als astròlegs i endevins. |
| «Sobre els complots»               | Una bona Companyia                                     | 2008 | Escepticisme cap a les teories conspiratives com la de l'atemptat de les Torres Bessones o les referents als jesuïtes, així com cap als astròlegs i endevins. |
| «Sobre els complots»               | A veure si ho endevines                                | 2010 | Escepticisme cap a les teories conspiratives com la de l'atemptat de les Torres Bessones o les referents als jesuïtes, així com cap als astròlegs i endevins. |
| «Sobre els complots»               | No creuen en les coincidències                         | 2011 | Escepticisme cap a les teories conspiratives com la de l'atemptat de les Torres Bessones o les referents als jesuïtes, així com cap als astròlegs i endevins. |
| «Sobre els complots»               | El complot sobre els complots                          | 2014 | Escepticisme cap a les teories conspiratives com la de l'atemptat de les Torres Bessones o les referents als jesuïtes, així com cap als astròlegs i endevins. |
| «Sobre els mitjans de comunicació» | La hipnosi radiofònica                                 | 2000 | Sobre com els mitjans tendeixen a simplificar la realitat i homogeneïtzar-ho tot. Crítiques a la televisió i al capitalisme dels mitjans, especialment quant a la qualitat dels programes, la premsa i la propaganda. Defensa de certs mitjans de comunicació de la seua joventut, com la radiofonia, la novel·la negra o els còmics en la seua edat d'or.                                                                                          |
| «Sobre els mitjans de comunicació» | Comprarem paquets de silenci?                          | 2000 | Sobre com els mitjans tendeixen a simplificar la realitat i homogeneïtzar-ho tot. Crítiques a la televisió i al capitalisme dels mitjans, especialment quant a la qualitat dels programes, la premsa i la propaganda. Defensa de certs mitjans de comunicació de la seua joventut, com la radiofonia, la novel·la negra o els còmics en la seua edat d'or.                                                                                          |
| «Sobre els mitjans de comunicació» | Hi ha dos Grans Germans                                | 2000 | Sobre com els mitjans tendeixen a simplificar la realitat i homogeneïtzar-ho tot. Crítiques a la televisió i al capitalisme dels mitjans, especialment quant a la qualitat dels programes, la premsa i la propaganda. Defensa de certs mitjans de comunicació de la seua joventut, com la radiofonia, la novel·la negra o els còmics en la seua edat d'or.                                                                                          |
| «Sobre els mitjans de comunicació» | Roberta                                                | 2000 | Sobre com els mitjans tendeixen a simplificar la realitat i homogeneïtzar-ho tot. Crítiques a la televisió i al capitalisme dels mitjans, especialment quant a la qualitat dels programes, la premsa i la propaganda. Defensa de certs mitjans de comunicació de la seua joventut, com la radiofonia, la novel·la negra o els còmics en la seua edat d'or.                                                                                          |
| «Sobre els mitjans de comunicació» | La missió de la novel·la policíaca                     | 2001 | Sobre com els mitjans tendeixen a simplificar la realitat i homogeneïtzar-ho tot. Crítiques a la televisió i al capitalisme dels mitjans, especialment quant a la qualitat dels programes, la premsa i la propaganda. Defensa de certs mitjans de comunicació de la seua joventut, com la radiofonia, la novel·la negra o els còmics en la seua edat d'or.                                                                                          |
| «Sobre els mitjans de comunicació» | Els aliats de Bin Laden                                | 2001 | Sobre com els mitjans tendeixen a simplificar la realitat i homogeneïtzar-ho tot. Crítiques a la televisió i al capitalisme dels mitjans, especialment quant a la qualitat dels programes, la premsa i la propaganda. Defensa de certs mitjans de comunicació de la seua joventut, com la radiofonia, la novel·la negra o els còmics en la seua edat d'or.                                                                                          |
| «Sobre els mitjans de comunicació» | Anar al mateix lloc                                    | 2001 | Sobre com els mitjans tendeixen a simplificar la realitat i homogeneïtzar-ho tot. Crítiques a la televisió i al capitalisme dels mitjans, especialment quant a la qualitat dels programes, la premsa i la propaganda. Defensa de certs mitjans de comunicació de la seua joventut, com la radiofonia, la novel·la negra o els còmics en la seua edat d'or.                                                                                          |
| «Sobre els mitjans de comunicació» | Mandrache, heroi italià?                               | 2002 | Sobre com els mitjans tendeixen a simplificar la realitat i homogeneïtzar-ho tot. Crítiques a la televisió i al capitalisme dels mitjans, especialment quant a la qualitat dels programes, la premsa i la propaganda. Defensa de certs mitjans de comunicació de la seua joventut, com la radiofonia, la novel·la negra o els còmics en la seua edat d'or.                                                                                          |
| «Sobre els mitjans de comunicació» | Minculpop i melic                                      | 2003 | Sobre com els mitjans tendeixen a simplificar la realitat i homogeneïtzar-ho tot. Crítiques a la televisió i al capitalisme dels mitjans, especialment quant a la qualitat dels programes, la premsa i la propaganda. Defensa de certs mitjans de comunicació de la seua joventut, com la radiofonia, la novel·la negra o els còmics en la seua edat d'or.                                                                                          |
| «Sobre els mitjans de comunicació» | «El públic li fa mal a la televisió?»                  | 2004 | Sobre com els mitjans tendeixen a simplificar la realitat i homogeneïtzar-ho tot. Crítiques a la televisió i al capitalisme dels mitjans, especialment quant a la qualitat dels programes, la premsa i la propaganda. Defensa de certs mitjans de comunicació de la seua joventut, com la radiofonia, la novel·la negra o els còmics en la seua edat d'or.                                                                                          |
| «Sobre els mitjans de comunicació» | Ser testimoni de si mateix                             | 2005 | Sobre com els mitjans tendeixen a simplificar la realitat i homogeneïtzar-ho tot. Crítiques a la televisió i al capitalisme dels mitjans, especialment quant a la qualitat dels programes, la premsa i la propaganda. Defensa de certs mitjans de comunicació de la seua joventut, com la radiofonia, la novel·la negra o els còmics en la seua edat d'or.                                                                                          |
| «Sobre els mitjans de comunicació» | El crim nostre de cada dia                             | 2005 | Sobre com els mitjans tendeixen a simplificar la realitat i homogeneïtzar-ho tot. Crítiques a la televisió i al capitalisme dels mitjans, especialment quant a la qualitat dels programes, la premsa i la propaganda. Defensa de certs mitjans de comunicació de la seua joventut, com la radiofonia, la novel·la negra o els còmics en la seua edat d'or.                                                                                          |
| «Sobre els mitjans de comunicació» | Potser Agamèmnon era pitjor que Bush                   | 2007 | Sobre com els mitjans tendeixen a simplificar la realitat i homogeneïtzar-ho tot. Crítiques a la televisió i al capitalisme dels mitjans, especialment quant a la qualitat dels programes, la premsa i la propaganda. Defensa de certs mitjans de comunicació de la seua joventut, com la radiofonia, la novel·la negra o els còmics en la seua edat d'or.                                                                                          |
| «Sobre els mitjans de comunicació» | Fora els carrers!                                      | 2008 | Sobre com els mitjans tendeixen a simplificar la realitat i homogeneïtzar-ho tot. Crítiques a la televisió i al capitalisme dels mitjans, especialment quant a la qualitat dels programes, la premsa i la propaganda. Defensa de certs mitjans de comunicació de la seua joventut, com la radiofonia, la novel·la negra o els còmics en la seua edat d'or.                                                                                          |
| «Sobre els mitjans de comunicació» | Vaixells i mamelles                                    | 2009 | Sobre com els mitjans tendeixen a simplificar la realitat i homogeneïtzar-ho tot. Crítiques a la televisió i al capitalisme dels mitjans, especialment quant a la qualitat dels programes, la premsa i la propaganda. Defensa de certs mitjans de comunicació de la seua joventut, com la radiofonia, la novel·la negra o els còmics en la seua edat d'or.                                                                                          |
| «Sobre els mitjans de comunicació» | Alt mitjà baix                                         | 2010 | Sobre com els mitjans tendeixen a simplificar la realitat i homogeneïtzar-ho tot. Crítiques a la televisió i al capitalisme dels mitjans, especialment quant a la qualitat dels programes, la premsa i la propaganda. Defensa de certs mitjans de comunicació de la seua joventut, com la radiofonia, la novel·la negra o els còmics en la seua edat d'or.                                                                                          |
| «Sobre els mitjans de comunicació» | «Intel·lectualment parlant»                            | 2011 | Sobre com els mitjans tendeixen a simplificar la realitat i homogeneïtzar-ho tot. Crítiques a la televisió i al capitalisme dels mitjans, especialment quant a la qualitat dels programes, la premsa i la propaganda. Defensa de certs mitjans de comunicació de la seua joventut, com la radiofonia, la novel·la negra o els còmics en la seua edat d'or.                                                                                          |
| «Sobre els mitjans de comunicació» | Investigats i grollers                                 | 2012 | Sobre com els mitjans tendeixen a simplificar la realitat i homogeneïtzar-ho tot. Crítiques a la televisió i al capitalisme dels mitjans, especialment quant a la qualitat dels programes, la premsa i la propaganda. Defensa de certs mitjans de comunicació de la seua joventut, com la radiofonia, la novel·la negra o els còmics en la seua edat d'or.                                                                                          |
| «Sobre els mitjans de comunicació» | Agitat o barrejat?                                     | 2013 | Sobre com els mitjans tendeixen a simplificar la realitat i homogeneïtzar-ho tot. Crítiques a la televisió i al capitalisme dels mitjans, especialment quant a la qualitat dels programes, la premsa i la propaganda. Defensa de certs mitjans de comunicació de la seua joventut, com la radiofonia, la novel·la negra o els còmics en la seua edat d'or.                                                                                          |
| «Sobre els mitjans de comunicació» | Massa dates per a Nero Wolfe                           | 2014 | Sobre com els mitjans tendeixen a simplificar la realitat i homogeneïtzar-ho tot. Crítiques a la televisió i al capitalisme dels mitjans, especialment quant a la qualitat dels programes, la premsa i la propaganda. Defensa de certs mitjans de comunicació de la seua joventut, com la radiofonia, la novel·la negra o els còmics en la seua edat d'or.                                                                                          |
| «Sobre els mitjans de comunicació» | El temps i la història                                 | 2015 | Sobre com els mitjans tendeixen a simplificar la realitat i homogeneïtzar-ho tot. Crítiques a la televisió i al capitalisme dels mitjans, especialment quant a la qualitat dels programes, la premsa i la propaganda. Defensa de certs mitjans de comunicació de la seua joventut, com la radiofonia, la novel·la negra o els còmics en la seua edat d'or.                                                                                          |
| «Diferents formes de racisme»      | Filosofar en femení                                    | 2003 | Sobre el masclisme històric i contemporani, especialment present en la religió; de l'antisemitisme a Europa i el món àrab; discriminacions a jueus, maçons, cristians, musulmans, laics i romanesos, i entre italians, europeus, immigrants, israelians i palestins. |
| «Diferents formes de racisme»      | On és l'antisemitisme?                                 | 2003 | Sobre el masclisme històric i contemporani, especialment present en la religió; de l'antisemitisme a Europa i el món àrab; discriminacions a jueus, maçons, cristians, musulmans, laics i romanesos, i entre italians, europeus, immigrants, israelians i palestins. |
| «Diferents formes de racisme»      | Qui ha dit que cal cobrir-se amb un vel?               | 2006 | Sobre el masclisme històric i contemporani, especialment present en la religió; de l'antisemitisme a Europa i el món àrab; discriminacions a jueus, maçons, cristians, musulmans, laics i romanesos, i entre italians, europeus, immigrants, israelians i palestins. |
| «Diferents formes de racisme»      | Jueus, maçons i radical chic                           | 2007 | Sobre el masclisme històric i contemporani, especialment present en la religió; de l'antisemitisme a Europa i el món àrab; discriminacions a jueus, maçons, cristians, musulmans, laics i romanesos, i entre italians, europeus, immigrants, israelians i palestins. |
| «Diferents formes de racisme»      | Les contradiccions de l'antisemita                     | 2009 | Sobre el masclisme històric i contemporani, especialment present en la religió; de l'antisemitisme a Europa i el món àrab; discriminacions a jueus, maçons, cristians, musulmans, laics i romanesos, i entre italians, europeus, immigrants, israelians i palestins. |
| «Diferents formes de racisme»      | Maleïts romanesos                                      | 2009 | Sobre el masclisme històric i contemporani, especialment present en la religió; de l'antisemitisme a Europa i el món àrab; discriminacions a jueus, maçons, cristians, musulmans, laics i romanesos, i entre italians, europeus, immigrants, israelians i palestins. |
| «Diferents formes de racisme»      | Quina vergonya, no tenim enemics!                      | 2009 | Sobre el masclisme històric i contemporani, especialment present en la religió; de l'antisemitisme a Europa i el món àrab; discriminacions a jueus, maçons, cristians, musulmans, laics i romanesos, i entre italians, europeus, immigrants, israelians i palestins. |
| «Diferents formes de racisme»      | Boicotegem els llatinistes israelians?                 | 2010 | Sobre el masclisme històric i contemporani, especialment present en la religió; de l'antisemitisme a Europa i el món àrab; discriminacions a jueus, maçons, cristians, musulmans, laics i romanesos, i entre italians, europeus, immigrants, israelians i palestins. |
| «Diferents formes de racisme»      | Subjuntius i actes de violència                        | 2010 | Sobre el masclisme històric i contemporani, especialment present en la religió; de l'antisemitisme a Europa i el món àrab; discriminacions a jueus, maçons, cristians, musulmans, laics i romanesos, i entre italians, europeus, immigrants, israelians i palestins. |
| «Diferents formes de racisme»      | Marits d'esposes ignorades                             | 2010 | Sobre el masclisme històric i contemporani, especialment present en la religió; de l'antisemitisme a Europa i el món àrab; discriminacions a jueus, maçons, cristians, musulmans, laics i romanesos, i entre italians, europeus, immigrants, israelians i palestins. |
| «Diferents formes de racisme»      | El retorn de l'oncle Tom                               | 2012 | Sobre el masclisme històric i contemporani, especialment present en la religió; de l'antisemitisme a Europa i el món àrab; discriminacions a jueus, maçons, cristians, musulmans, laics i romanesos, i entre italians, europeus, immigrants, israelians i palestins. |
| «Diferents formes de racisme»      | Proust i «els boches»                                  | 2013 | Sobre el masclisme històric i contemporani, especialment present en la religió; de l'antisemitisme a Europa i el món àrab; discriminacions a jueus, maçons, cristians, musulmans, laics i romanesos, i entre italians, europeus, immigrants, israelians i palestins. |
| «Diferents formes de racisme»      | De «Maus» a «Charlie»                                  | 2015 | Sobre el masclisme històric i contemporani, especialment present en la religió; de l'antisemitisme a Europa i el món àrab; discriminacions a jueus, maçons, cristians, musulmans, laics i romanesos, i entre italians, europeus, immigrants, israelians i palestins. |
| «De l'odi i la mort»               | De l'odi i l'amor                                      | 2011 | De l'amor com a acte individual i l'odi com a acte col·lectiu. Del distanciament de la mort en l'actualitat. Sobre la felicitat personal en perjudici de l'alienació. |
| «De l'odi i la mort»               | On ha anat la mort?                                    | 2012 | De l'amor com a acte individual i l'odi com a acte col·lectiu. Del distanciament de la mort en l'actualitat. Sobre la felicitat personal en perjudici de l'alienació. |
| «De l'odi i la mort»               | El dret a la felicitat                                 | 2014 | De l'amor com a acte individual i l'odi com a acte col·lectiu. Del distanciament de la mort en l'actualitat. Sobre la felicitat personal en perjudici de l'alienació. |
| «De l'odi i la mort»               | El nostre París                                        | 2015 | De l'amor com a acte individual i l'odi com a acte col·lectiu. Del distanciament de la mort en l'actualitat. Sobre la felicitat personal en perjudici de l'alienació. |
| «Entre religió i filosofia»        | Cada vident veu el que sap                             | 2000 | Sobre les arrels judeocristianes en la cultura europea i com la seua força governa el discurs d'autoritats religioses i creients fonamentalistes, polítics, mitjans de comunicació, educadors i filòsofs. |
| «Entre religió i filosofia»        | Les arrels d'Europa                                    | 2003 | Sobre les arrels judeocristianes en la cultura europea i com la seua força governa el discurs d'autoritats religioses i creients fonamentalistes, polítics, mitjans de comunicació, educadors i filòsofs. |
| «Entre religió i filosofia»        | El lotus i la creu                                     | 2005 | Sobre les arrels judeocristianes en la cultura europea i com la seua força governa el discurs d'autoritats religioses i creients fonamentalistes, polítics, mitjans de comunicació, educadors i filòsofs. |
| «Entre religió i filosofia»        | Relativisme?                                           | 2005 | Sobre les arrels judeocristianes en la cultura europea i com la seua força governa el discurs d'autoritats religioses i creients fonamentalistes, polítics, mitjans de comunicació, educadors i filòsofs. |
| «Entre religió i filosofia»        | L'atzar i el disseny intel·ligent                      | 2005 | Sobre les arrels judeocristianes en la cultura europea i com la seua força governa el discurs d'autoritats religioses i creients fonamentalistes, polítics, mitjans de comunicació, educadors i filòsofs. |
| «Entre religió i filosofia»        | El ren i el camell                                     | 2006 | Sobre les arrels judeocristianes en la cultura europea i com la seua força governa el discurs d'autoritats religioses i creients fonamentalistes, polítics, mitjans de comunicació, educadors i filòsofs. |
| «Entre religió i filosofia»        | Aquesta boca no és meua...                             | 2006 | Sobre les arrels judeocristianes en la cultura europea i com la seua força governa el discurs d'autoritats religioses i creients fonamentalistes, polítics, mitjans de comunicació, educadors i filòsofs. |
| «Entre religió i filosofia»        | Idolatria i iconoclàsia lleugera                       | 2007 | Sobre les arrels judeocristianes en la cultura europea i com la seua força governa el discurs d'autoritats religioses i creients fonamentalistes, polítics, mitjans de comunicació, educadors i filòsofs. |
| «Entre religió i filosofia»        | La cocaïna del poble                                   | 2007 | Sobre les arrels judeocristianes en la cultura europea i com la seua força governa el discurs d'autoritats religioses i creients fonamentalistes, polítics, mitjans de comunicació, educadors i filòsofs. |
| «Entre religió i filosofia»        | Déus d'Amèrica                                         | 2008 | Sobre les arrels judeocristianes en la cultura europea i com la seua força governa el discurs d'autoritats religioses i creients fonamentalistes, polítics, mitjans de comunicació, educadors i filòsofs. |
| «Entre religió i filosofia»        | Relíquies per a l'Any Nou                              | 2009 | Sobre les arrels judeocristianes en la cultura europea i com la seua força governa el discurs d'autoritats religioses i creients fonamentalistes, polítics, mitjans de comunicació, educadors i filòsofs. |
| «Entre religió i filosofia»        | El crucifix, símbol gairebé laic                       | 2009 | Sobre les arrels judeocristianes en la cultura europea i com la seua força governa el discurs d'autoritats religioses i creients fonamentalistes, polítics, mitjans de comunicació, educadors i filòsofs. |
| «Entre religió i filosofia»        | Els Reis Mags, aquests desconeguts                     | 2009 | Sobre les arrels judeocristianes en la cultura europea i com la seua força governa el discurs d'autoritats religioses i creients fonamentalistes, polítics, mitjans de comunicació, educadors i filòsofs. |
| «Entre religió i filosofia»        | Hipatitis!                                             | 2010 | Sobre les arrels judeocristianes en la cultura europea i com la seua força governa el discurs d'autoritats religioses i creients fonamentalistes, polítics, mitjans de comunicació, educadors i filòsofs. |
| «Entre religió i filosofia»        | Halloween, el relativisme i els celtes                 | 2011 | Sobre les arrels judeocristianes en la cultura europea i com la seua força governa el discurs d'autoritats religioses i creients fonamentalistes, polítics, mitjans de comunicació, educadors i filòsofs. |
| «Entre religió i filosofia»        | Maleïda filosofia                                      | 2011 | Sobre les arrels judeocristianes en la cultura europea i com la seua força governa el discurs d'autoritats religioses i creients fonamentalistes, polítics, mitjans de comunicació, educadors i filòsofs. |
| «Entre religió i filosofia»        | Evasió fiscal i compensació oculta                     | 2012 | Sobre les arrels judeocristianes en la cultura europea i com la seua força governa el discurs d'autoritats religioses i creients fonamentalistes, polítics, mitjans de comunicació, educadors i filòsofs. |
| «Entre religió i filosofia»        | El sagrat experiment                                   | 2013 | Sobre les arrels judeocristianes en la cultura europea i com la seua força governa el discurs d'autoritats religioses i creients fonamentalistes, polítics, mitjans de comunicació, educadors i filòsofs. |
| «Entre religió i filosofia»        | Monoteismes i politeismes                              | 2014 | Sobre les arrels judeocristianes en la cultura europea i com la seua força governa el discurs d'autoritats religioses i creients fonamentalistes, polítics, mitjans de comunicació, educadors i filòsofs. |
| «La bona educació»                 | A qui se cita més?                                     | 2003 | Sobre l'educació actual enfront de la de la seua joventut, que per diversos factors tals com proves més fàcils o el foment de la lectura veloç, ha generat imprecisions en la parla dels periodistes i una involució en la cal·ligrafia. No obstant l'anterior, reconeix la complexitat de mesurar la qualitat acadèmica, i que en la Itàlia actual existeix una elit intel·lectual major a l'esperada.                                             |
| «La bona educació»                 | Quan dir és fer                                        | 2004 | Sobre l'educació actual enfront de la de la seua joventut, que per diversos factors tals com proves més fàcils o el foment de la lectura veloç, ha generat imprecisions en la parla dels periodistes i una involució en la cal·ligrafia. No obstant l'anterior, reconeix la complexitat de mesurar la qualitat acadèmica, i que en la Itàlia actual existeix una elit intel·lectual major a l'esperada.                                             |
| «La bona educació»                 | Pensaments en net                                      | 2009 | Sobre l'educació actual enfront de la de la seua joventut, que per diversos factors tals com proves més fàcils o el foment de la lectura veloç, ha generat imprecisions en la parla dels periodistes i una involució en la cal·ligrafia. No obstant l'anterior, reconeix la complexitat de mesurar la qualitat acadèmica, i que en la Itàlia actual existeix una elit intel·lectual major a l'esperada.                                             |
| «La bona educació»                 | Com pensava Gattamelata?                               | 2013 | Sobre l'educació actual enfront de la de la seua joventut, que per diversos factors tals com proves més fàcils o el foment de la lectura veloç, ha generat imprecisions en la parla dels periodistes i una involució en la cal·ligrafia. No obstant l'anterior, reconeix la complexitat de mesurar la qualitat acadèmica, i que en la Itàlia actual existeix una elit intel·lectual major a l'esperada.                                             |
| «La bona educació»                 | Mirar-se a la cara en el festival                      | 2013 | Sobre l'educació actual enfront de la de la seua joventut, que per diversos factors tals com proves més fàcils o el foment de la lectura veloç, ha generat imprecisions en la parla dels periodistes i una involució en la cal·ligrafia. No obstant l'anterior, reconeix la complexitat de mesurar la qualitat acadèmica, i que en la Itàlia actual existeix una elit intel·lectual major a l'esperada.                                             |
| «La bona educació»                 | El plaer de la dilació                                 | 2014 | Sobre l'educació actual enfront de la de la seua joventut, que per diversos factors tals com proves més fàcils o el foment de la lectura veloç, ha generat imprecisions en la parla dels periodistes i una involució en la cal·ligrafia. No obstant l'anterior, reconeix la complexitat de mesurar la qualitat acadèmica, i que en la Itàlia actual existeix una elit intel·lectual major a l'esperada.                                             |
| «La bona educació»                 | Tanquem el batxillerat clàssic?                        | 2014 | Sobre l'educació actual enfront de la de la seua joventut, que per diversos factors tals com proves més fàcils o el foment de la lectura veloç, ha generat imprecisions en la parla dels periodistes i una involució en la cal·ligrafia. No obstant l'anterior, reconeix la complexitat de mesurar la qualitat acadèmica, i que en la Itàlia actual existeix una elit intel·lectual major a l'esperada.                                             |
| «De llibres i altres temes»        | Harry Potter perjudica als adults?                     | 2001 | De la confusió entre realitat i ficció en els mals lectors. De la bibliofília, la narració, els festschrift, el futurisme; el col·leccionisme, conservació i virtuts del llibre. Llegir Paolo di Benedetti, Verne sobre Salgari, Renato Giovannoli, obres de Pierre Bayard i Jim Holt; no així J. D. Salinger. |
| «De llibres i altres temes»        | Com defensar-se dels templers                          | 2001 | De la confusió entre realitat i ficció en els mals lectors. De la bibliofília, la narració, els festschrift, el futurisme; el col·leccionisme, conservació i virtuts del llibre. Llegir Paolo di Benedetti, Verne sobre Salgari, Renato Giovannoli, obres de Pierre Bayard i Jim Holt; no així J. D. Salinger. |
| «De llibres i altres temes»        | La insostenible lleugeresa del vell de Lambrug         | 2002 | De la confusió entre realitat i ficció en els mals lectors. De la bibliofília, la narració, els festschrift, el futurisme; el col·leccionisme, conservació i virtuts del llibre. Llegir Paolo di Benedetti, Verne sobre Salgari, Renato Giovannoli, obres de Pierre Bayard i Jim Holt; no així J. D. Salinger. |
| «De llibres i altres temes»        | Tocar els llibres                                      | 2004 | De la confusió entre realitat i ficció en els mals lectors. De la bibliofília, la narració, els festschrift, el futurisme; el col·leccionisme, conservació i virtuts del llibre. Llegir Paolo di Benedetti, Verne sobre Salgari, Renato Giovannoli, obres de Pierre Bayard i Jim Holt; no així J. D. Salinger. |
| «De llibres i altres temes»        | Ací és l'angle recte                                   | 2005 | De la confusió entre realitat i ficció en els mals lectors. De la bibliofília, la narració, els festschrift, el futurisme; el col·leccionisme, conservació i virtuts del llibre. Llegir Paolo di Benedetti, Verne sobre Salgari, Renato Giovannoli, obres de Pierre Bayard i Jim Holt; no així J. D. Salinger. |
| «De llibres i altres temes»        | Viatge al centre de Jules Verne                        | 2005 | De la confusió entre realitat i ficció en els mals lectors. De la bibliofília, la narració, els festschrift, el futurisme; el col·leccionisme, conservació i virtuts del llibre. Llegir Paolo di Benedetti, Verne sobre Salgari, Renato Giovannoli, obres de Pierre Bayard i Jim Holt; no així J. D. Salinger. |
| «De llibres i altres temes»        | L'espai en forma d'escorxador                          | 2007 | De la confusió entre realitat i ficció en els mals lectors. De la bibliofília, la narració, els festschrift, el futurisme; el col·leccionisme, conservació i virtuts del llibre. Llegir Paolo di Benedetti, Verne sobre Salgari, Renato Giovannoli, obres de Pierre Bayard i Jim Holt; no així J. D. Salinger. |
| «De llibres i altres temes»        | Sobre un llibre no llegit                              | 2007 | De la confusió entre realitat i ficció en els mals lectors. De la bibliofília, la narració, els festschrift, el futurisme; el col·leccionisme, conservació i virtuts del llibre. Llegir Paolo di Benedetti, Verne sobre Salgari, Renato Giovannoli, obres de Pierre Bayard i Jim Holt; no així J. D. Salinger. |
| «De llibres i altres temes»        | Sobre la caducitat dels suports                        | 2009 | De la confusió entre realitat i ficció en els mals lectors. De la bibliofília, la narració, els festschrift, el futurisme; el col·leccionisme, conservació i virtuts del llibre. Llegir Paolo di Benedetti, Verne sobre Salgari, Renato Giovannoli, obres de Pierre Bayard i Jim Holt; no així J. D. Salinger. |
| «De llibres i altres temes»        | El futurisme no va ser una catàstrofe                  | 2009 | De la confusió entre realitat i ficció en els mals lectors. De la bibliofília, la narració, els festschrift, el futurisme; el col·leccionisme, conservació i virtuts del llibre. Llegir Paolo di Benedetti, Verne sobre Salgari, Renato Giovannoli, obres de Pierre Bayard i Jim Holt; no així J. D. Salinger. |
| «De llibres i altres temes»        | Interromp-me si ja t'ho saps                           | 2009 | De la confusió entre realitat i ficció en els mals lectors. De la bibliofília, la narració, els festschrift, el futurisme; el col·leccionisme, conservació i virtuts del llibre. Llegir Paolo di Benedetti, Verne sobre Salgari, Renato Giovannoli, obres de Pierre Bayard i Jim Holt; no així J. D. Salinger. |
| «De llibres i altres temes»        | «Festschrift»                                          | 2010 | De la confusió entre realitat i ficció en els mals lectors. De la bibliofília, la narració, els festschrift, el futurisme; el col·leccionisme, conservació i virtuts del llibre. Llegir Paolo di Benedetti, Verne sobre Salgari, Renato Giovannoli, obres de Pierre Bayard i Jim Holt; no així J. D. Salinger. |
| «De llibres i altres temes»        | El vell Holden                                         | 2010 | De la confusió entre realitat i ficció en els mals lectors. De la bibliofília, la narració, els festschrift, el futurisme; el col·leccionisme, conservació i virtuts del llibre. Llegir Paolo di Benedetti, Verne sobre Salgari, Renato Giovannoli, obres de Pierre Bayard i Jim Holt; no així J. D. Salinger. |
| «De llibres i altres temes»        | Diable d'un Aristòtil                                  | 2010 | De la confusió entre realitat i ficció en els mals lectors. De la bibliofília, la narració, els festschrift, el futurisme; el col·leccionisme, conservació i virtuts del llibre. Llegir Paolo di Benedetti, Verne sobre Salgari, Renato Giovannoli, obres de Pierre Bayard i Jim Holt; no així J. D. Salinger. |
| «De llibres i altres temes»        | Montale i els saücs                                    | 2011 | De la confusió entre realitat i ficció en els mals lectors. De la bibliofília, la narració, els festschrift, el futurisme; el col·leccionisme, conservació i virtuts del llibre. Llegir Paolo di Benedetti, Verne sobre Salgari, Renato Giovannoli, obres de Pierre Bayard i Jim Holt; no així J. D. Salinger. |
| «De llibres i altres temes»        | Mentir i fingir                                        | 2011 | De la confusió entre realitat i ficció en els mals lectors. De la bibliofília, la narració, els festschrift, el futurisme; el col·leccionisme, conservació i virtuts del llibre. Llegir Paolo di Benedetti, Verne sobre Salgari, Renato Giovannoli, obres de Pierre Bayard i Jim Holt; no així J. D. Salinger. |
| «De llibres i altres temes»        | Credulitat i identificació                             | 2011 | De la confusió entre realitat i ficció en els mals lectors. De la bibliofília, la narració, els festschrift, el futurisme; el col·leccionisme, conservació i virtuts del llibre. Llegir Paolo di Benedetti, Verne sobre Salgari, Renato Giovannoli, obres de Pierre Bayard i Jim Holt; no així J. D. Salinger. |
| «De llibres i altres temes»        | Tres paragrafets virtuosos                             | 2012 | De la confusió entre realitat i ficció en els mals lectors. De la bibliofília, la narració, els festschrift, el futurisme; el col·leccionisme, conservació i virtuts del llibre. Llegir Paolo di Benedetti, Verne sobre Salgari, Renato Giovannoli, obres de Pierre Bayard i Jim Holt; no així J. D. Salinger. |
| «De llibres i altres temes»        | Qui tem els tigres de paper?                           | 2013 | De la confusió entre realitat i ficció en els mals lectors. De la bibliofília, la narració, els festschrift, el futurisme; el col·leccionisme, conservació i virtuts del llibre. Llegir Paolo di Benedetti, Verne sobre Salgari, Renato Giovannoli, obres de Pierre Bayard i Jim Holt; no així J. D. Salinger. |
| «La Quarta Roma»                   | La caiguda de la Quarta Roma                           | 2000 | Diferències de la primera i quarta Roma prenent el llibre de Gibbon. Sobre Silvio Berlusconi, el seu populisme mediàtic i els seus problemes de diplomàcia, corrupció i escàndols sexuals. Sobre la premsa groga i la casta política. |
| «La Quarta Roma»                   | De debò és un Gran Comunicador?                        | 2002 | Diferències de la primera i quarta Roma prenent el llibre de Gibbon. Sobre Silvio Berlusconi, el seu populisme mediàtic i els seus problemes de diplomàcia, corrupció i escàndols sexuals. Sobre la premsa groga i la casta política. |
| «La Quarta Roma»                   | Matar un ocellet                                       | 2004 | Diferències de la primera i quarta Roma prenent el llibre de Gibbon. Sobre Silvio Berlusconi, el seu populisme mediàtic i els seus problemes de diplomàcia, corrupció i escàndols sexuals. Sobre la premsa groga i la casta política. |
| «La Quarta Roma»                   | Sobre el règim de populisme mediàtic                   | 2005 | Diferències de la primera i quarta Roma prenent el llibre de Gibbon. Sobre Silvio Berlusconi, el seu populisme mediàtic i els seus problemes de diplomàcia, corrupció i escàndols sexuals. Sobre la premsa groga i la casta política. |
| «La Quarta Roma»                   | «My Heart Belongs to Daddy»                            | 2007 | Diferències de la primera i quarta Roma prenent el llibre de Gibbon. Sobre Silvio Berlusconi, el seu populisme mediàtic i els seus problemes de diplomàcia, corrupció i escàndols sexuals. Sobre la premsa groga i la casta política. |
| «La Quarta Roma»                   | «Racista jo? Però si és ell, que és negre!»            | 2008 | Diferències de la primera i quarta Roma prenent el llibre de Gibbon. Sobre Silvio Berlusconi, el seu populisme mediàtic i els seus problemes de diplomàcia, corrupció i escàndols sexuals. Sobre la premsa groga i la casta política. |
| «La Quarta Roma»                   | Berlusconi i Pistorius                                 | 2009 | Diferències de la primera i quarta Roma prenent el llibre de Gibbon. Sobre Silvio Berlusconi, el seu populisme mediàtic i els seus problemes de diplomàcia, corrupció i escàndols sexuals. Sobre la premsa groga i la casta política. |
| «La Quarta Roma»                   | L'estrany cas del comensal desconegut                  | 2010 | Diferències de la primera i quarta Roma prenent el llibre de Gibbon. Sobre Silvio Berlusconi, el seu populisme mediàtic i els seus problemes de diplomàcia, corrupció i escàndols sexuals. Sobre la premsa groga i la casta política. |
| «La Quarta Roma»                   | Endavant, Critó…                                       | 2011 | Diferències de la primera i quarta Roma prenent el llibre de Gibbon. Sobre Silvio Berlusconi, el seu populisme mediàtic i els seus problemes de diplomàcia, corrupció i escàndols sexuals. Sobre la premsa groga i la casta política. |
| «La Quarta Roma»                   | La Norma i els puritans                                | 2011 | Diferències de la primera i quarta Roma prenent el llibre de Gibbon. Sobre Silvio Berlusconi, el seu populisme mediàtic i els seus problemes de diplomàcia, corrupció i escàndols sexuals. Sobre la premsa groga i la casta política. |
| «La Quarta Roma»                   | «Cagü»                                                 | 2012 | Diferències de la primera i quarta Roma prenent el llibre de Gibbon. Sobre Silvio Berlusconi, el seu populisme mediàtic i els seus problemes de diplomàcia, corrupció i escàndols sexuals. Sobre la premsa groga i la casta política. |
| «La Quarta Roma»                   | La casta dels pàries                                   | 2012 | Diferències de la primera i quarta Roma prenent el llibre de Gibbon. Sobre Silvio Berlusconi, el seu populisme mediàtic i els seus problemes de diplomàcia, corrupció i escàndols sexuals. Sobre la premsa groga i la casta política. |
| «La Quarta Roma»                   | Llegim-nos la Constitució                              | 2012 | Diferències de la primera i quarta Roma prenent el llibre de Gibbon. Sobre Silvio Berlusconi, el seu populisme mediàtic i els seus problemes de diplomàcia, corrupció i escàndols sexuals. Sobre la premsa groga i la casta política. |
| «La Quarta Roma»                   | «Keep a low profile»                                   | 2013 | Diferències de la primera i quarta Roma prenent el llibre de Gibbon. Sobre Silvio Berlusconi, el seu populisme mediàtic i els seus problemes de diplomàcia, corrupció i escàndols sexuals. Sobre la premsa groga i la casta política. |
| «La Quarta Roma»                   | Recelen dels qui els jutgen                            | 2013 | Diferències de la primera i quarta Roma prenent el llibre de Gibbon. Sobre Silvio Berlusconi, el seu populisme mediàtic i els seus problemes de diplomàcia, corrupció i escàndols sexuals. Sobre la premsa groga i la casta política. |
| «La Quarta Roma»                   | Fill meu, tot això serà teu                            | 2013 | Diferències de la primera i quarta Roma prenent el llibre de Gibbon. Sobre Silvio Berlusconi, el seu populisme mediàtic i els seus problemes de diplomàcia, corrupció i escàndols sexuals. Sobre la premsa groga i la casta política. |
| «La Quarta Roma»                   | Esquerra i poder                                       | 2015 | Diferències de la primera i quarta Roma prenent el llibre de Gibbon. Sobre Silvio Berlusconi, el seu populisme mediàtic i els seus problemes de diplomàcia, corrupció i escàndols sexuals. Sobre la premsa groga i la casta política. |
| «De l'estupidesa a la bogeria»     | No, no és la contaminació. Són les impureses de l'aire | 2002 | Sobre els bushismes; crítiques contra els vidents, fonamentalistes, concursos de bellesa, autoritats polítiques i de seguretat nacional, mitjans de premsa i llocs web, artistes assedegats de validació i tancats a la crítica, la indústria farmacèutica i els fetitxistes. Sobre les conseqüències socioeconòmiques del creixement tecnològic, el fals penediment, els anticiència, els oxímoron i contradiccions de l'embogida societat actual. |
| «De l'estupidesa a la bogeria»     | Com enriquir-se amb el dolor alié                      | 2002 | Sobre els bushismes; crítiques contra els vidents, fonamentalistes, concursos de bellesa, autoritats polítiques i de seguretat nacional, mitjans de premsa i llocs web, artistes assedegats de validació i tancats a la crítica, la indústria farmacèutica i els fetitxistes. Sobre les conseqüències socioeconòmiques del creixement tecnològic, el fals penediment, els anticiència, els oxímoron i contradiccions de l'embogida societat actual. |
| «De l'estupidesa a la bogeria»     | Misses, fonamentalistes i leprosos                     | 2002 | Sobre els bushismes; crítiques contra els vidents, fonamentalistes, concursos de bellesa, autoritats polítiques i de seguretat nacional, mitjans de premsa i llocs web, artistes assedegats de validació i tancats a la crítica, la indústria farmacèutica i els fetitxistes. Sobre les conseqüències socioeconòmiques del creixement tecnològic, el fals penediment, els anticiència, els oxímoron i contradiccions de l'embogida societat actual. |
| «De l'estupidesa a la bogeria»     | Trets amb justificant de recepció                      | 2002 | Sobre els bushismes; crítiques contra els vidents, fonamentalistes, concursos de bellesa, autoritats polítiques i de seguretat nacional, mitjans de premsa i llocs web, artistes assedegats de validació i tancats a la crítica, la indústria farmacèutica i els fetitxistes. Sobre les conseqüències socioeconòmiques del creixement tecnològic, el fals penediment, els anticiència, els oxímoron i contradiccions de l'embogida societat actual. |
| «De l'estupidesa a la bogeria»     | Donen-nos algun mort més                               | 2003 | Sobre els bushismes; crítiques contra els vidents, fonamentalistes, concursos de bellesa, autoritats polítiques i de seguretat nacional, mitjans de premsa i llocs web, artistes assedegats de validació i tancats a la crítica, la indústria farmacèutica i els fetitxistes. Sobre les conseqüències socioeconòmiques del creixement tecnològic, el fals penediment, els anticiència, els oxímoron i contradiccions de l'embogida societat actual. |
| «De l'estupidesa a la bogeria»     | Amb llicència de vosté                                 | 2005 | Sobre els bushismes; crítiques contra els vidents, fonamentalistes, concursos de bellesa, autoritats polítiques i de seguretat nacional, mitjans de premsa i llocs web, artistes assedegats de validació i tancats a la crítica, la indústria farmacèutica i els fetitxistes. Sobre les conseqüències socioeconòmiques del creixement tecnològic, el fals penediment, els anticiència, els oxímoron i contradiccions de l'embogida societat actual. |
| «De l'estupidesa a la bogeria»     | Els oxímoron conciliadors                              | 2006 | Sobre els bushismes; crítiques contra els vidents, fonamentalistes, concursos de bellesa, autoritats polítiques i de seguretat nacional, mitjans de premsa i llocs web, artistes assedegats de validació i tancats a la crítica, la indústria farmacèutica i els fetitxistes. Sobre les conseqüències socioeconòmiques del creixement tecnològic, el fals penediment, els anticiència, els oxímoron i contradiccions de l'embogida societat actual. |
| «De l'estupidesa a la bogeria»     | La humana de prefacis                                  | 2006 | Sobre els bushismes; crítiques contra els vidents, fonamentalistes, concursos de bellesa, autoritats polítiques i de seguretat nacional, mitjans de premsa i llocs web, artistes assedegats de validació i tancats a la crítica, la indústria farmacèutica i els fetitxistes. Sobre les conseqüències socioeconòmiques del creixement tecnològic, el fals penediment, els anticiència, els oxímoron i contradiccions de l'embogida societat actual. |
| «De l'estupidesa a la bogeria»     | Un no company que s'equivoca                           | 2008 | Sobre els bushismes; crítiques contra els vidents, fonamentalistes, concursos de bellesa, autoritats polítiques i de seguretat nacional, mitjans de premsa i llocs web, artistes assedegats de validació i tancats a la crítica, la indústria farmacèutica i els fetitxistes. Sobre les conseqüències socioeconòmiques del creixement tecnològic, el fals penediment, els anticiència, els oxímoron i contradiccions de l'embogida societat actual. |
| «De l'estupidesa a la bogeria»     | Bailarrín rrus                                         | 2008 | Sobre els bushismes; crítiques contra els vidents, fonamentalistes, concursos de bellesa, autoritats polítiques i de seguretat nacional, mitjans de premsa i llocs web, artistes assedegats de validació i tancats a la crítica, la indústria farmacèutica i els fetitxistes. Sobre les conseqüències socioeconòmiques del creixement tecnològic, el fals penediment, els anticiència, els oxímoron i contradiccions de l'embogida societat actual. |
| «De l'estupidesa a la bogeria»     | Demanar perdó                                          | 2008 | Sobre els bushismes; crítiques contra els vidents, fonamentalistes, concursos de bellesa, autoritats polítiques i de seguretat nacional, mitjans de premsa i llocs web, artistes assedegats de validació i tancats a la crítica, la indústria farmacèutica i els fetitxistes. Sobre les conseqüències socioeconòmiques del creixement tecnològic, el fals penediment, els anticiència, els oxímoron i contradiccions de l'embogida societat actual. |
| «De l'estupidesa a la bogeria»     | A alguns els dona voltes el Sol                        | 2010 | Sobre els bushismes; crítiques contra els vidents, fonamentalistes, concursos de bellesa, autoritats polítiques i de seguretat nacional, mitjans de premsa i llocs web, artistes assedegats de validació i tancats a la crítica, la indústria farmacèutica i els fetitxistes. Sobre les conseqüències socioeconòmiques del creixement tecnològic, el fals penediment, els anticiència, els oxímoron i contradiccions de l'embogida societat actual. |
| «De l'estupidesa a la bogeria»     | El que no s'ha de fer                                  | 2012 | Sobre els bushismes; crítiques contra els vidents, fonamentalistes, concursos de bellesa, autoritats polítiques i de seguretat nacional, mitjans de premsa i llocs web, artistes assedegats de validació i tancats a la crítica, la indústria farmacèutica i els fetitxistes. Sobre les conseqüències socioeconòmiques del creixement tecnològic, el fals penediment, els anticiència, els oxímoron i contradiccions de l'embogida societat actual. |
| «De l'estupidesa a la bogeria»     | El prodigiós Mortalc                                   | 2012 | Sobre els bushismes; crítiques contra els vidents, fonamentalistes, concursos de bellesa, autoritats polítiques i de seguretat nacional, mitjans de premsa i llocs web, artistes assedegats de validació i tancats a la crítica, la indústria farmacèutica i els fetitxistes. Sobre les conseqüències socioeconòmiques del creixement tecnològic, el fals penediment, els anticiència, els oxímoron i contradiccions de l'embogida societat actual. |
| «De l'estupidesa a la bogeria»     | Joyce i el Maserati                                    | 2014 | Sobre els bushismes; crítiques contra els vidents, fonamentalistes, concursos de bellesa, autoritats polítiques i de seguretat nacional, mitjans de premsa i llocs web, artistes assedegats de validació i tancats a la crítica, la indústria farmacèutica i els fetitxistes. Sobre les conseqüències socioeconòmiques del creixement tecnològic, el fals penediment, els anticiència, els oxímoron i contradiccions de l'embogida societat actual. |
| «De l'estupidesa a la bogeria»     | Napoleó mai va existir                                 | 2014 | Sobre els bushismes; crítiques contra els vidents, fonamentalistes, concursos de bellesa, autoritats polítiques i de seguretat nacional, mitjans de premsa i llocs web, artistes assedegats de validació i tancats a la crítica, la indústria farmacèutica i els fetitxistes. Sobre les conseqüències socioeconòmiques del creixement tecnològic, el fals penediment, els anticiència, els oxímoron i contradiccions de l'embogida societat actual. |
| «De l'estupidesa a la bogeria»     | Estem tots bojos?                                      | 2015 | Sobre els bushismes; crítiques contra els vidents, fonamentalistes, concursos de bellesa, autoritats polítiques i de seguretat nacional, mitjans de premsa i llocs web, artistes assedegats de validació i tancats a la crítica, la indústria farmacèutica i els fetitxistes. Sobre les conseqüències socioeconòmiques del creixement tecnològic, el fals penediment, els anticiència, els oxímoron i contradiccions de l'embogida societat actual. |
| «De l'estupidesa a la bogeria»     | Els necis i la premsa responsable                      | 2015 | Sobre els bushismes; crítiques contra els vidents, fonamentalistes, concursos de bellesa, autoritats polítiques i de seguretat nacional, mitjans de premsa i llocs web, artistes assedegats de validació i tancats a la crítica, la indústria farmacèutica i els fetitxistes. Sobre les conseqüències socioeconòmiques del creixement tecnològic, el fals penediment, els anticiència, els oxímoron i contradiccions de l'embogida societat actual. |

## Recepció
La primera edició del llibre, apareguda en l'editorial italiana La nave di Teseo, vengué el primer dia 35.000 exemplars.